# Prix Andreï-Biély
Le prix Andreï-Biély est le prix littéraire indépendant le plus ancien de la Russie contemporaine.

## Historique
Ce prix a été institué en 1978 par la rédaction du samizdat léningradois Tchassy (Les Heures), publication qui exista de 1976 à 1990. Parmi les membres fondateurs se trouvaient Boris Ivanov, Boris Ostanine, Arkady Dragomochtchenko, des membres éminents de la littérature non censurée, etc. Il reçoit le nom de l'écrivain Andreï Biély dont l'influence marque la poésie, la prose et les humanités russes et en conséquence est décerné à un représentant de chacun de ces trois domaines.
Le prix ne consiste matériellement que d'une dotation symbolique compte tenu de la situation de l'époque: un rouble, une pomme et une bouteille de vodka. Au-delà de cet événement festif et en dépit de son caractère au début limité, le prix André Biély va rapidement devenir pendant cette première douzaine d'années un rendez-vous majeur de la vie littéraire russe, soumise à une censure sévère par les autorités communistes, jusqu'à la période de la perestroïka, où la censure est relâchée dans certains domaines, mais s'exerce toujours avant la chute de l'URSS. Des auteurs de renom de cette époque de bouillonnement culturel sont distingués, comme Andreï Bitov, Sasha Sokolov (Sacha Sokolov), Evgueni Kharitonov, ou bien les poètes Guennady Aïgui, Olga Sedakova ou Elena Schwarz, poétesse marquante de Léningrad, ainsi que les chercheurs ou théoriciens Boris Groys, Mikhaïl Epstein ou le sinologue Vladimir Maliavine.
Après une période de pause au début des années 1990 au regard des bouleversements consécutifs à la chute de l'URSS, le prix André Biély trouve un second souffle en 1997 et récompense quatre personnalités de domaines différents (le dernier étant : Pour service rendu à la littérature). Parmi les lauréats récompensés dans les années suivantes, on peut distinguer des figures éminentes, telles que Edouard Limonov, Mikhaïl Gasparov, Vladimir Toporov, Victor Sosnora, Vladimir Sorokine, Alexandre Lavrov, Boris Doubine, Elena Fanaïlova, Alexandre Goldstein, Vsevolod Nekrassov, Natalia Avtonomova, etc. De jeunes lauréats, comme Margarita Melkina, Sergueï Krouglov, Mikhaïl Gronas ou Iaroslav Mogoutine, côtoient des auteurs qui écrivent depuis des décennies, tels que Elizaveta Mnatsakanova ou Vassili Filippov, mais qui ne sont reconnus par les milieux professionnels que depuis ces années-là.
Le prix de la traduction a été décerné en 2011 à Grigori Dachevski pour sa traduction de l'ouvrage de René Girard Le Bouc émissaire.

## Catégorie poésie
Parmi les lauréats :
- 1978 : Viktor Krivouline ;
- 1979 : Elena Schwarz ;
- 1983 : Olga Sedakova ;
- 1987 : Guennadi Aïgui ;
- 1999 : Elena Fanaïlova ;
- 2000 : Iaroslav Mogoutine, pour l'ouvrage : Superhuman Supertexts[1] ;
- 2009 : Nikolaï Kononov ;
- 2015 : Sergueï Zavialov.

## Catégorie prose
- 2000 : Alexandre Piatigorski ;
- 2001 : Andreï Levkine ;
- 2002 : Edouard Limonov ;
- 2003 : Margarita Melkina ;
- 2004 : Sergueï Spirikhine ;
- 2005 : Youri Leidermann ;
- 2006 : Alexandre Goldstein ;
- 2007 : Alexandre Ilianen ;
- 2008 : Alexandre Sekatski ;
- 2009 : Anatoli Barzakh ;
- 2010 : Anatoli Gavrilov ;
- 2011 : Nikolaï Baïtov ;
- 2012 : Marianna Heyde et Viktor Ivaniv (1977-2015) ;
- 2013 : Denis Ossokine ;
- 2014 : Alexeï Tsvetkov ;
- 2015 : Polina Barskova ;
- 2016 : Alexandra Petrova.

## Catégorie sciences humaines
- Boris Groys, Evgueni Schiffers, Youri Novikov, Efim Barban, Boris Ivanov, Vladimir Erl, Vladimir Maliavine, Mikhaïl Epstein, Andreï Kroussanov, Constantin Mamaïev, Lev Rubinstein, Igor Smirnov, Valeri Podoroga, Bardan Aïrapetian et Lena Silard, Vladimir Toporov, Mikhaïl Yampolski, Boris Doubine, Roman Timentchouk, Oleg Aronson, Alexandre Lavrov, Natalia Avtonomova, Lioudmila Zoubova, Dmitri Zamiatine et Elena Petrovskaïa.

## Catégorie pour le mérite de la littérature
- Constantin Kouzminski, Ry Nikonova et Sergueï Sigueï, Dmitri Voltchek, Victor Lapitski, Vladimir Sorokine, Dmitri Kouzmine, Andreï Monastyrski, Victor Sosnora, Viatcheslav Kouritsyne, Irina Prokhorova, Vsevolod Nekrassov, Mark Bieloroussiets, Tatiana Baskakova.

## Catégorie traduction
- (depuis 2009) Alexandre Tchernoglazov, Alexeï Prokopiev, Grigori Dachevski.

## Catégorie projets littéraires
- (depuis 2009) Alexandre Oulanov, Sergueï Koudriavtsev et Evgueni Koltchoujkine, Ioulia Valieva.